# Сара Лоув
Сара Лоув (англ. Sara Lowe, 30 квітня 1984) — американська синхронна плавчиня.
Призерка Олімпійських Ігор 2004 року.